# 莫斯卡連基 (博胡斯拉夫區)
49°29′25″N 31°2′9″E / 49.49028°N 31.03583°E
莫斯卡倫基（烏克蘭語：Москаленки）是位於烏克蘭北部的村莊，由基辅州奧布希夫區的博胡斯拉夫市鎮負責管轄。該村始建於1779年，面積1.9平方公里，海拔高度118米，2001年人口458，人口密度每平方公里241.1人。